# Guvernul Petru Groza (4)
Guvernul Petru Groza (4) a fost un consiliu de miniștri care a guvernat România în perioada 15 aprilie 1948 - 2 iunie 1952.

## Componența
- Președintele Consiliului de Miniștri

Petru Groza (15 aprilie 1948 - 2 iunie 1952)

### Vicepreședinți ai Consiliului de Miniștri
- Prim-vicepreședinte al Consiliului de Miniștri, președinte al Consiliului Economic Superior, președinte al Comisiei de Redresare Economică și Stabilizare Monetară, coordonator al activității Ministerelor economice și financiare

Gheorghe Gheorghiu-Dej (15 aprilie 1948 - 2 iunie 1952)
- Al doilea vicepreședinte al Consiliului de Miniștri, coordonator al activității Ministerelor de agricultură și silvicultură

Traian Săvulescu (15 aprilie 1948 - 16 aprilie 1949)
- Al treilea vicepreședinte al Consiliului de Miniștri, coordonator al activității Ministerelor sociale și culturale

Ștefan Voitec (15 aprilie 1948 - 16 aprilie 1949)
- Vicepreședinte al Consiliului de Miniștri

Ana Pauker (16 aprilie 1949 - 2 iunie 1952)
- Vicepreședinte al Consiliului de Miniștri

Chivu Stoica (17 martie 1950 - 2 iunie 1952)
- Vicepreședinte al Consiliului de Miniștri

Iosif Chișinevschi (17 martie 1950 - 2 iunie 1952)
- Vicepreședinte al Consiliului de Miniștri

Teohari Georgescu (17 martie 1950 - 28 mai 1952)
- Vicepreședinte al Consiliului de Miniștri

Vasile Luca (17 martie 1950 - 28 mai 1952)
- Vicepreședinte al Consiliului de Miniștri

Gheorghe Apostol (28 mai - 2 iunie 1952)

### Miniștri
- Ministrul de interne

Teohari Georgescu (15 aprilie 1948 - 28 mai 1952)
Alexandru Drăghici (28 mai - 2 iunie 1952)
- Ministrul de externe

Ana Pauker (15 aprilie 1948 - 2 iunie 1952)
- Ministrul justiției

Avram Bunaciu (15 aprilie 1948 - 24 septembrie 1949)
Stelian Nițulescu (24 septembrie 1949 - 2 iunie 1952)
- Ministrul apărării naționale

Emil Bodnăraș (15 aprilie 1948 - 2 iunie 1952)
- Ministrul finanțelor

Vasile Luca (15 aprilie 1948 - 9 martie 1952)
Dumitru Petrescu (9 martie - 2 iunie 1952)
- Ministrul industriei (Ministerul a fost desființat, pierzând anterior o serie de departamente care au devenit ministere)

Chivu Stoica (15 aprilie 1948 - 23 noiembrie 1949)
- Ministerul industriei metalurgice și industriei chimice

Chivu Stoica (23 noiembrie 1949 - 31 mai 1952)
Carol Loncear (31 mai - 2 iunie 1952)
- Ministrul minelor și petrolului (din 5 august 1950 ministerul a fost redenumit ca Ministerul Industriei Cărbunelui, Minelor și Petrolului)

Miron Constantinescu (15 aprilie 1948 - 23 aprilie 1949)
Gheorghe Vasilichi (23 aprilie 1949 - 5 august 1950)
Constantin Mateescu (5 august 1950 - 2 iunie 1952)
- Ministrul energiei electrice

Gheorghe Gaston Marin (9 august 1949 - 2 iunie 1952)
- Ministrul industriei ușoare

Alexandru Sencovici (8 decembrie 1949 - 8 decembrie 1950)
Ion Drănceanu (8 decembrie 1950 - 2 iunie 1952)
- Ministrul agriculturii

Vasile Vaida (15 aprilie 1948 - 31 mai 1952)
Constantin Prisnea (31 mai - 2 iunie 1952)
- Ministrul silviculturii și industriei lemnului (din 31 mai 1952 ministerul a fost redenumit ca Ministerul industriei lemnului, hârtiei și celulozei)

Ion Vințe (15 aprilie 1948 - 23 noiembrie 1949)
Constantin Prisnea (23 noiembrie 1949 - 31 mai 1952)
Mihai Suder (31 mai - 2 iunie 1952)
- Ministrul comerțului și alimentației (din 23 noiembrie 1949 ministerul a fost redenumit ca Ministerul Industriei Alimentare)

Bucur Șchiopu (15 aprilie 1948 - 23 noiembrie 1949)
Ion Vințe (23 noiembrie 1949 - 19 decembrie 1950)
Dumitru Diaconescu (19 decembrie 1950 - 2 iunie 1952)
- Ministrul comerțului interior

Vasile Malinschi (23 noiembrie 1949 - 2 iunie 1952)
- Ministrul comunicațiilor (la 6 aprilie 1951 a fost împărțit în Ministerul Transporturilor și Ministerul Poștelor și Telecomunicațiilor)

Nicolae Profiri (15 aprilie 1948 - 6 aprilie 1951)
- Ministrul transporturilor

Alexa Augustin (6 aprilie 1951 - 2 iunie 1952)
- Ministrul poștelor și telecomunicațiilor

Valter Roman (6 aprilie 1951 - 2 iunie 1952)
- Ministrul lucrărilor publice (din 24 septembrie 1949 a fost transformat în Ministerul construcțiilor)

Theodor Iordăchescu (15 aprilie 1948 - 24 septembrie 1949)
Leontin Sălăjan (24 septembrie 1949 - 17 martie 1950)
- Ministrul muncii și prevederilor sociale

Lotar Rădăceanu (15 aprilie 1948 - 2 iunie 1952)
- Ministrul sănătății

Florica Bagdasar (15 aprilie 1948 - 21 ianuarie 1951)
Vasile Mârza (21 ianuarie 1951 - 2 iunie 1952)
- Ministrul învățământului public

Gheorghe Vasilichi (15 aprilie 1948 - 23 aprilie 1949)
Nicolae Popescu-Doreanu (23 aprilie 1949 - 2 iunie 1952)
- Ministrul artelor și informațiilor (din 23 mai 1949, și-a schimbat denumirea în Ministerul Artelor)

Octav Livezeanu (15 aprilie 1948 - 23 mai 1949)
Eduard Mezincescu (23 mai 1949 - 12 iulie 1950)
- Ministrul cultelor

Stanciu Stoian (15 aprilie 1948 - 23 aprilie 1951)
Vasile Pogăceanu (23 aprilie 1951 - 2 iunie 1952)

### Miniștri secretari de stat
- Președintele Comitetului pentru Organizarea Cooperativelor de Consum (cu rang de ministru)

Ștefan Voitec (16 aprilie 1949 - 2 iunie 1952)
- Președintele Comisiei Controlului de Stat (cu rang de ministru)

Avram Bunaciu (24 septembrie 1949 - 5 octombrie 1950)
Ion Vidrașcu (5 octombrie 1950 - 2 iunie 1952)
- Președintele Comitetului pentru Artă (creat prin reorganizarea Ministerului Artelor)

Eduard Mezincescu (12 iulie 1950 - 2 iunie 1952)
- Președintele Comitetului pentru Colectarea Produselor Agricole (cu rang de ministru)

Alexandru Moghioroș (14 - 21 ianuarie 1951)
- Președintele Comitetului de Stat al Aprovizionării (cu rang de ministru)

Dumitru Petrescu (14 ianuarie 1951 - 9 martie 1952)
Emil Stanciu (9 martie - 2 iunie 1952)

## Sursa
- Stelian Neagoe - "Istoria guvernelor României de la începuturi - 1859 până în zilele noastre - 1995" (Ed. Machiavelli, București, 1995)
- Rompres Arhivat în 11 februarie 2007, la Wayback Machine.

| Precedat(ă) de: Guvernul Petru Groza (3) | Guvernul Petru Groza (4) 15 aprilie 1948 - 2 iunie 1952 | Succedat(ă) de: Guvernul Gheorghe Gheorghiu-Dej (1) |